# 熊川神社
熊川神社（くまかわじんじゃ）は、東京都福生市の神社。

## 歴史
平安時代初期に創建された。多摩川の砂鉄で製鉄していた人々が宇賀神を祀ったのが起源という。
その後、仏教各宗や修験道などと習合したり、大黒天や弁才天を祀ったりするなど紆余曲折の後、江戸時代に熊川村の鎮守となった。
1870年（明治3年）、これまで「礼拝（らいはい）神社」という名称であったが、「熊川神社」に改称した。

## 文化財
- 熊川神社祭神生石命画像（福生市指定有形文化財 平成11年11月1日指定）[3]

## 交通アクセス
- 熊川駅より徒歩8分。